# Quambone
Quambone är en ort i Australien. Den ligger i kommunen Coonamble och delstaten New South Wales, i den sydöstra delen av landet, omkring 450 kilometer nordväst om delstatshuvudstaden Sydney.
Trakten runt Quambone är nära nog obefolkad, med mindre än två invånare per kvadratkilometer..
Omgivningarna runt Quambone är i huvudsak ett öppet busklandskap. Genomsnittlig årsnederbörd är 478 millimeter. Den regnigaste månaden är februari, med i genomsnitt 97 mm nederbörd, och den torraste är oktober, med 4 mm nederbörd.